# 井上園子
井上 園子（いのうえ そのこ、1915年2月22日 - 1986年1月19日）は、日本のピアニストである。

## 略歴
1915年2月22日、東京にて生まれる。父は神田駿河台に1881年から続く井上眼科病院の第7代院長・井上達二。
6歳からカテリーナ・トドロヴィチにピアノを師事する。入学した成蹊小学校では小林宗作に音楽を習う。
1926年5月16日、東京でデビューする。この時、モーツァルトのピアノ協奏曲第23番イ長調Kv.488を演奏する。
1929年、ウィーンへピアニストとして留学する。翌年、ウィーン国立音楽院に入学。エミール・フォン・ザウアーのクラスで学び、パウル・ヴァインガルテンにもピアノを師事した。
1933年、ウィーン国際音楽コンクール (Internationaler Wettbewerb für Gesang und Klavierspiel in Wien) の本選に出場する。結果的にディプロマを受賞する。これは国際コンクールでの日本人として初めての本選への出場であった。ウィーン国立音楽院を卒業し、9月18日に靖国丸で神戸港へ帰国する。
1948年に健康上の理由で演奏活動を停止。1951年5月31日の名古屋市公会堂、6月3日の宝塚大劇場、6月4日の京都劇場のヨーゼフ・ローゼンシュトック指揮によるNHK交響楽団の演奏会で、ピョートル・チャイコフスキー作曲『ピアノ協奏曲第1番』を演奏した。1986年1月19日に東京で逝去する。

## 国立国会図書館歴史的音源
- 『独奏：春に寄す』作曲：グリーグ（1935年12月）
- 四季より『独奏：トロイカ』作曲：チャイコフスキー（1935年12月）
- 『ピアノ独奏：土耳古行進曲』作曲：ベートーヴェン（1936年10月）
- 『ピアノ独奏：土耳古行進曲』作曲：モーツァルト（1936年10月）
- 『ピアノ独奏：春の歌』作曲：メンデルスゾーン（1936年12月）
- 『ピアノ独奏：狩の歌』作曲：メンデルスゾーン（1936年12月）
- 『ピアノ独奏：月光の曲（上）』『（下）』作曲：ベートーヴェン（1938年9月）
- 『ピアノ独奏：舞踏への勧誘（上）』『（下）』作曲：ウェーバー（1939年4月）
- 『ピアノ独奏：ワルツ』作曲：ショパン（1939年7月）
- 『ピアノ独奏：ガボット』作曲：グルック（1939年7月）
- 『ピアノ独奏：ラ・カムパネラ（上）』『（下）』作曲：リスト（1939年8月）